# Apetite
O apetite é o desejo de comer, alimentar-se, a fome sentida. O apetite existe em todas as formas de vida, e serve para regular uma ingestão adequada da energia necessária para manter o metabolismo. É regulado por uma interação próxima entre o aparelho digestivo, tecido adiposo e o cérebro. A diminuição patológica do desejo de comida é denominada anorexia, enquanto que polifagia é o aumento da vontade de comer. A má regulação do apetite contribui para a anorexia nervosa, bulimia nervosa, caquexia, comer compulsiva ou excessivamente. A falta de apetite (inapetência) também pode ser sintoma de algumas doenças.

## Funcionamento
A regulação da saciedade e do apetite tem sido pesquisada nas últimas décadas. Os avanços incluíram a descoberta, em 1994, do hormônio peptídico leptina, que reduz o apetite. Mais tarde, estudos mostraram que essa regulação é um processo imensamente complexo, envolvendo o sistema gastrointestinal, muitos hormônios e os sistema nervoso central e sistema nervoso autônomo.

### Efetores
O hipotálamo, uma estrutura cerebral, é o principal regulador do apetite humano. Os neurônios que regulam o apetite parecem ser principalmente a serotononérgicos, embora o neuropeptídeo Y (NPY) e o peptídeo AGRP também desempenhem papel vital. O hipotálamo cortical e projeções do hipotálamo límbico contribuem para a consciência da fome e os processos somáticos controlados pelo hipotálamo incluem tônus vagal (atividade do Sistema nervoso parassimpático), estímulo da tiroide (a tiroxina que regula o índice metabólico), o eixo hipotálamo-hipófise-adrenal e muitos outros mecanismos. Processos relacionados com os receptores opioides no núcleo accumbens e no globo pálido ventral do cérebro, afetando a palatabilidade dos alimentos.

### Sensores
A resposta do hipotálamo varia de acordo com estímulos externos, principalmente por meio de hormônios, tal como leptina, grelina, PYY 3-36, orexina e colecistoquinina, que são produzidos pelo aparelho digestivo e pelo tecido adiposo (leptina). Mediadores sistêmicos, tal como o fator de necrose de tumor alfa (TNFa), interleucinas 1 e 6 e hormônio liberador de corticotropina (CRH), influenciam o apetite negativamente; o que explica porque pessoas doentes, frequentemente, comem menos.
Além disso, o relógio biológico, regulado pelo hipotálamo, interfere na fome. Processos de outros locais cerebrais, como o sistema límbico e o córtex, projetam no hipotálamo, modificando o apetite. Isto explica porque, em quadros de depressão clínica e estresse, o consumo de energia pode mudar drasticamente.

## Papel nas doenças
Um apetite limitado ou excessivo não é necessariamente patológico. Apetite anormal pode ser definido como o hábito alimentar que causa má nutrição por um lado, ou obesidade e seus problemas relacionados por outro.
Tanto fatores genéticos quanto ambientais podem regular o apetite, e anormalidades em qualquer um dos dois podem acarretar em um apetite anormal.  A inapetência (anorexia) pode ter numerosas causas, podendo ser um resultado de fatores físicos (infecções, autoimunização ou doença maligna) e/ou psicológicos (estresse, desordens mentais [Depressão e etc]). Da mesma forma, hiperfagia (comer excessivo) pode ser resultado de desequilíbrios hormonais, desordens mentais (como a depressão) e outros.
A desregulação do apetite pode ser a raiz da anorexia nervosa, bulimia nervosa, compulsão alimentar e outros distúrbios alimentares de origem psicológica. Além do mais, a saciedade diminuída pode promover o desenvolvimento de obesidade.
Várias formas genéticas de obesidade foram traçadas até deficiências na sinalização hipotalâmica (por exemplo, receptores de leptina e o receptor 4 da melanocortina), ou ainda esperam caraterização (síndrome de Prader-Willi).

## Farmacologia
Os mecanismos de controle de apetite são um alvo importante dos medicamentos para redução de peso. Os primeiros anoréticos (drogas destinadas à diminuição do apetite) foram a fenfluramina e a fentermina. Uma adição posterior foi a sibutramina, que aumenta os níveis de serotonina e de noradrenalina no sistema nervoso central. Relatórios mais recentes sobre o PYY3-36 sugerem que este agente pode contribuir para perda de peso, devido a supressão do apetite.
Dadas as proporções epidêmicas da obesidade no mundo ocidental desenvolvido, é esperado um grande crescimento dessa área no futuro próximo, pois somente a dieta, na maioria das vezes, é ineficaz para adultos obesos.